# Nellore (schip, 1913)
De Nellore was een vrachtschip van de rederij Eastern & Australian Steam Ship Co Ltd. opgeleverd in 1913. Zij was het zusterschip van de Nankin, die op 30 november 1943 explodeerde in Yokohama, Japan - door de Duitse Uckermark -, en van de Tanda, die wel de Tweede Wereldoorlog in de Stille Oceaan overleefde. De drie zusterschepen leken erg op elkaar en waren elk 137 meter lang en 16 meter breed. Ze hadden een scherpe rechte voorsteven en voor- en achteraan diepe kuipen, met een hoogoplopende achtercampagnedek waar een kanon op een platform stond. De bovenbouw was niet zo lang, met een smalle hoge schoorsteen. Ze hadden twee masten met elk vier laadbomen.

## Geschiedenis
- In 1916 brak er, stilliggend in Malta, brand uit op het schip. Het zonk gedeeltelijk en werd voor de zekerheid op het strand gezet. Na de brand werd het vlot gebracht, gerepareerd en weer in dienst gesteld.
- 29 september 1916 werd onderweg van Gibraltar naar Marseille geweervuur uitgewisseld met een vijandelijke onderzeeboot, die ze tegenkwam tijdens een aanval op een andere stoomboot.
- 1 mei 1917 werd ze ten zuiden van Sicilië, op weg naar Marseille, achtervolgd door een aan de oppervlakte varende onderzeeër.
- 15 mei 1917 werd ze tussen Marseille en Gibraltar opnieuw achtervolgd, nu door twee onderzeeërs.
- 23 mei 1917 Gemist door een torpedo bij de ingang van het Engels Kanaal.
- 1 juli 1917 zelf op de periscoop van een onderzeeër geschoten, ten zuid-westen van Sicilië onderweg naar Gibraltar.
- 13 juli 1917 Gemist door een torpedo onderweg van Marseille naar Malta.
- 22 januari 1918 moest gecontroleerd worden of er door van een torpedobootjager aan stuurboordzijde afgevallen dieptebommen geen schade was aangericht . Dat veel mee, geen schade.
- 11 maart 1918 Verlicht door vuurpijlen en daarna beschoten (maar gemist) door een onderzeeër ten westen van Gibraltar.
- 11 juli 1918 Opnieuw beschoten en weer gemist.
- 16 oktober 1929 Verkocht voor 42.000 pond aan de Eastern and Australian Steam Ship Co. Ltd. in Londen, ten behoeve van de dienst tussen Australië en Japan.
- In 1937 werd de vlag van het Verenigd Koninkrijk op de zijden aangebracht, om de nationaliteit van het schip te tonen tijdens de tweede Chinees-Japanse Oorlog.
- In 1940/1941 werden de overlevenden van de Rangitane van Emirau opgehaald en naar Townsville gebracht.
- 29 juni 1944 werd het schip door de Japanse onderzeeboot I-8 getorpedeerd in positie 07°51’S-75°20’E. Het zinken werd bespoedigd door het schip onder vuur te nemen.[2] Het schip was op de Indische Oceaan onderweg van Bombay naar Fremantle, Melbourne en Sydney met 157 bemanningsleden en 174 passagiers, 2.720 ton lading plus zaken voor de overheid. Zes reddingboten werden opgepikt door een fregat, en een ging verloren. Vijf schutters en 39 passagiers overleden bij het zinken van het schip of gedurende de tocht van 28 dagen, 4.000 km (2.500 mijl) naar Madagaskar. In de laatste boot zaten nog maar 10 overlevenden van de oorspronkelijke 47.[3][4]